# Katerine Savard
Katerine Savard (Pont-Rouge (Quebec), 26 mei 1993) is een Canadese zwemster. Ze vertegenwoordigde haar vaderland op de Olympische Zomerspelen 2012 in Londen en op de Olympische Zomerspelen 2016 in Rio de Janeiro.

## Carrière
Bij haar internationale debuut, op de Pan-Pacifische kampioenschappen zwemmen 2010 in Irvine, eindigde Savard als zesde op de 100 meter vlinderslag, als achtste op de 50 meter vlinderslag en als elfde op de 200 meter vlinderslag. Samen met Julia Wilkinson, Annamay Pierse en Victoria Poon eindigde ze als vierde op de 4x100 meter wisselslag. Tijdens de Gemenebestspelen 2010 in Delhi eindigde de Canadese als zevende op de 50 meter vlinderslag en als achtste op de 100 meter vlinderslag, op de 200 meter vlinderslag strandde ze in de series. Op de wereldkampioenschappen kortebaanzwemmen 2010 in Dubai werd Savard uitgeschakeld in de halve finales van zowel de 50 als de 100 meter vlinderslag en in de series van de 200 meter vlinderslag. Op de 4x100 meter wisselslag zwom ze samen met Sinead Russell, Martha McCabe en Geneviève Saumur in de series, in de finale eindigden Russell en McCabe samen met Audrey Lacroix en Victoria Poon op de zesde plaats.
In Shanghai nam de Canadese deel aan de wereldkampioenschappen zwemmen 2011. Op dit toernooi strandde ze in de halve finales van de 100 meter vlinderslag en in de series van zowel de 50 als de 200 meter vlinderslag. Samen met Sinead Russell, Jillian Tyler en Julia Wilkinson werd ze gediskwalificeerd in de finale van de 4x100 meter wisselslag.
Tijdens de Olympische Zomerspelen van 2012 in Londen werd Savard uitgeschakeld in de halve finales van de 100 meter vlinderslag en in de series van de 200 meter vlinderslag.Op de 4x100 meter wisselslag strandde ze samen met Julia Wilkinson, Tera Van Beilen en Samantha Cheverton in de series. Op de wereldkampioenschappen kortebaanzwemmen 2012 in Istanboel eindigde de Canadese als zesde op de 200 meter vlinderslag, daarnaast werd ze uitgeschakeld in de halve finales van de 100 meter vlinderslag en in de series van de 50 meter vlinderslag. Samen met Chantal Vanlandeghem, Heather MacLean en Noémie Thomas strandde ze in de series van de 4x100 meter vrije slag, op de 4x200 meter vrije slag werd ze samen met Chantal Vanlandeghem, Noémie Thomas en Heather MacLean uitgeschakeld in de series.

### 2013-heden
In Barcelona nam Savard deel aan de wereldkampioenschappen zwemmen 2013. Op dit toernooi eindigde ze als vijfde op de 100 meter vlinderslag, daarnaast strandde ze in de halve finales van de 200 meter vlinderslag. Samen met Hilary Caldwell, Martha McCabe en Chantal Vanlandeghem eindigde ze als zevende op de 4x100 meter wisselslag.
Tijdens de Gemenebestspelen 2014 in Glasgow veroverde Savard de gouden medaille op de 100 meter vlinderslag, daarnaast eindigde ze als zesde op de 50 meter vlinderslag en als achtste op de 200 meter vlinderslag. Op de 4x100 meter wisselslag legde ze samen met Sinead Russell, Tera Van Beilen en Sandrine Mainville beslag op de bronzen medaille. Op de Pan-Pacifische kampioenschappen zwemmen 2014 in Gold Coast eindigde de Canadese als vijfde op de 100 meter vlinderslag en als zesde op de 200 meter vlinderslag. Samen met Brooklynn Snodgrass, Kierra Smith en Chantal Vanlandeghem sleepte ze de bronzen medaille in de wacht op de 4x100 meter wisselslag. In Doha nam Savard deel aan de wereldkampioenschappen kortebaanzwemmen 2014. Op dit toernooi werd ze uitgeschakeld in de halve finales van zowel de 50 als de 100 meter vlinderslag, op zowel de 200 meter vrije slag als de 200 meter vlinderslag strandde ze in de series.
Tijdens de Pan-Amerikaanse Spelen 2015 in Toronto veroverde de Canadese de bronzen medaille op de 100 meter vlinderslag, daarnaast eindigde ze als vierde op de 200 meter vrije slag. Op de 4x100 meter vrije slag legde ze samen met Sandrine Mainville, Michelle Williams en Chantal van Landeghem beslag op de gouden medaille. Samen met Emily Overholt, Alyson Ackman en Brittany MacLean sleepte ze de bronzen medaille in de wacht op de 4x200 meter vrije slag. Op de wereldkampioenschappen zwemmen 2015 in Kazan eindigde Savard als vijfde op de 100 meter vlinderslag, op zowel de 50 meter vlinderslag als de 200 meter vrije slag werd ze uitgeschakeld in de series. Op de 4x100 meter vrije slag eindigde ze samen met Sandrine Mainville, Michelle Williams en Chantal van Landeghem op de vijfde plaats. Samen met Dominique Bouchard, Rachel Nicol en Sandrine Mainville eindigde ze als zesde op de 4x100 meter wisselslag. Op de 4x200 meter vrije slag strandde ze samen met Alyson Ackman, Emily Overholt en Kennedy Goss in de series. Samen met Russell Wood, Richard Funk en Sandrine Mainville eindigde ze als zevende op de gemengde 4x100 meter wisselslag.
In Rio de Janeiro nam de Canadese deel aan de Olympische Zomerspelen van 2016. Op dit toernooi werd ze uitgeschakeld in de halve finales van de 200 meter vrije slag. Op de 4x200 meter vrije slag veroverde ze samen met Taylor Ruck, Brittany MacLean en Penelope Oleksiak de bronzen medaille.

## Internationale toernooien
| Jaar | Olympische Spelen                                               | WK langebaan | WK kortebaan                                                                                                   | PanPacs                                                                          | Gemenebestspelen                                                                | Pan-Ams                                                                       |
| ---- | --------------------------------------------------------------- | --- | --- | -------------------------------------------------------------------------------- | ------------------------------------------------------------------------------- | ----------------------------------------------------------------------------- |
| 2010 |                                                                 | | 15e 50m vlinderslag 12e 100m vlinderslag 18e 200m vlinderslag 6e 4x100m wisselslag Savard zwom enkel de series | 8e 50m vlinderslag 6e 100m vlinderslag 11e 200m vlinderslag 4e 4x100m wisselslag | 7e 50m vlinderslag 8e 100m vlinderslag 11e 200m vlinderslag                     |                                                                               |
| 2011 |                                                                 | 18e 50m vlinderslag 9e 100m vlinderslag 17e 200m vlinderslag DSQ 4x100m wisselslag                                                                       | |                                                                                  |                                                                                 | geen deelname                                                                 |
| 2012 | 16e 100m vlinderslag 19e 200m vlinderslag 12e 4x100m wisselslag | | 23e 50m vlinderslag 13e 100m vlinderslag 6e 200m vlinderslag 9e 4x100m vrije slag 10e 4x200m vrije slag        |                                                                                  |                                                                                 |                                                                               |
| 2013 |                                                                 | 5e 100m vlinderslag 15e 200m vlinderslag 7e 4x100m wisselslag                                                                                            | |                                                                                  |                                                                                 |                                                                               |
| 2014 |                                                                 | | 16e 200m vrije slag 15e 50m vlinderslag 12e 100m vlinderslag 13e 200m vlinderslag                              | 5e 100m vlinderslag · 6e 200m vlinderslag · 4x100m wisselslag                    | 6e 50m vlinderslag · 100m vlinderslag · 8e 200m vlinderslag · 4x100m wisselslag |                                                                               |
| 2015 |                                                                 | 26e 200m vrije slag 29e 50m vlinderslag 5e 100m vlinderslag 5e 4x100m vrije slag 11e 4x200m vrije slag 6e 4x100m wisselslag 6e 4x100m wisselslag gemengd | |                                                                                  |                                                                                 | 4e 200m vrije slag · 100m vlinderslag · 4x100m vrije slag · 4x200m vrije slag |
| 2016 | 15e 200m vrije slag · 4x200m vrije slag                         | | 6-11 december                                                                                                  |                                                                                  |                                                                                 |                                                                               |

## Persoonlijke records
Bijgewerkt tot en met 8 augustus 2016
Kortebaan
| Afstand          | Tijd    | Datum            | Plaats         |
| ---------------- | ------- | ---------------- | -------------- |
| 100m vrije slag  | 54,36   | 28 februari 2015 | Montreal       |
| 200m vrije slag  | 1.55,87 | 7 december 2014  | Doha           |
| 50m vlinderslag  | 25,86   | 23 april 2016    | Montreal       |
| 100m vlinderslag | 56,35   | 10 augustus 2013 | Berlijn        |
| 200m vlinderslag | 2.05,25 | 9 december 2011  | Tualatin Hills |

Langebaan
| Afstand          | Tijd    | Datum           | Plaats         |
| ---------------- | ------- | --------------- | -------------- |
| 100m vrije slag  | 54,72   | 24 juni 2016    | Montreal       |
| 200m vrije slag  | 1.57,15 | 8 augustus 2016 | Rio de Janeiro |
| 50m vlinderslag  | 25,92   | 25 juni 2016    | Montreal       |
| 100m vlinderslag | 57,27   | 4 april 2014    | Victoria       |
| 200m vlinderslag | 2.07,61 | 5 april 2014    | Victoria       |